# Киселак, Йозеф

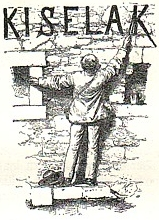
Иллюстрация к поэме Йозефа фон Шеффеля «Ausgewählte Werke Zweiter Band» о Й. Киселаке

Йозеф Киселак (нем. Joseph Kyselak; 9 марта 1798, Вена — 17 сентября 1831, Вена) — австрийский альпинист, прозаик. Вошёл в историю, как граффитчик, запечатлевший своё имя на многих известных местах во время своих путешествий по Австрийской империи.

## Биография

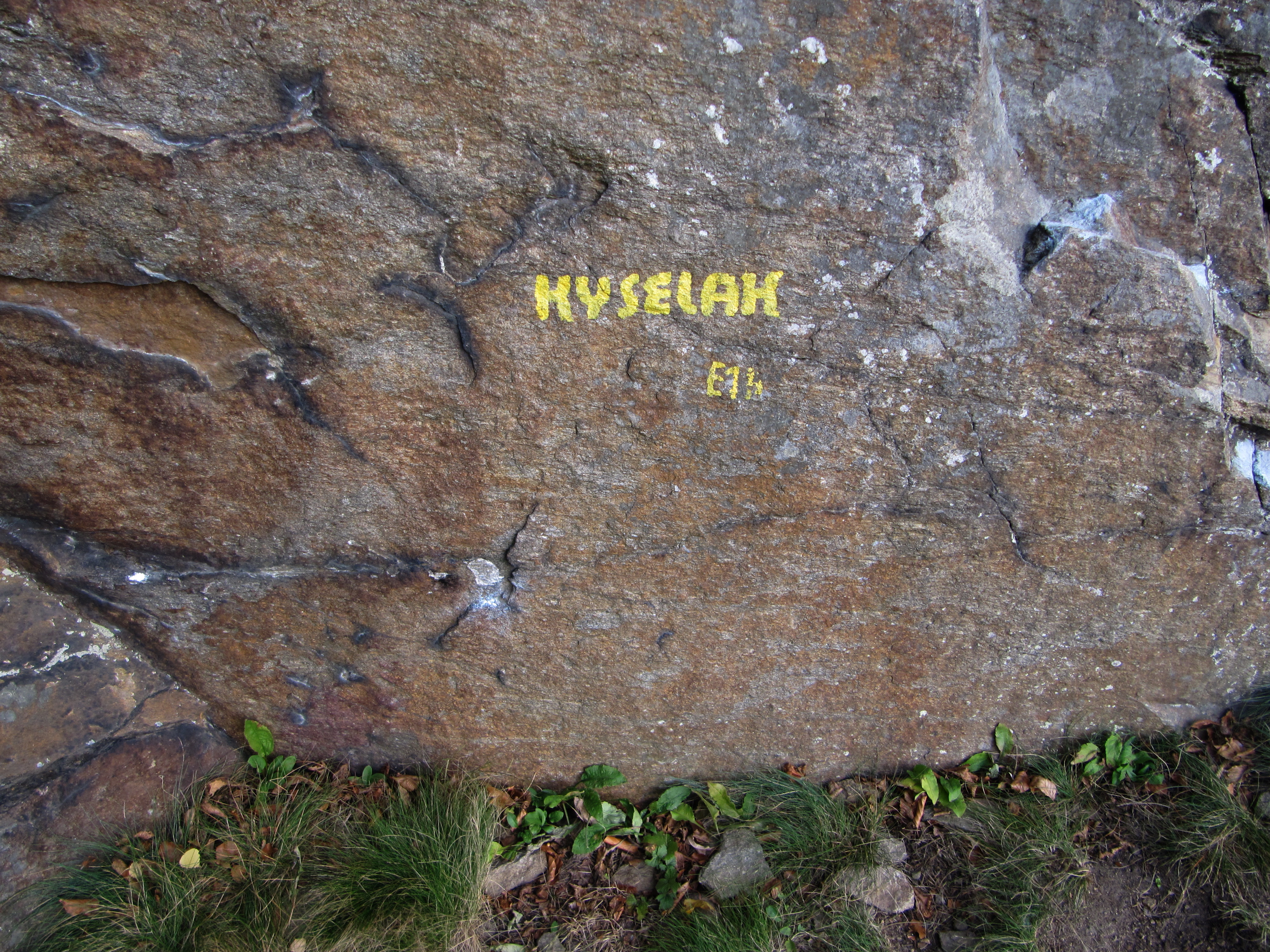
Граффити Й. Киселака

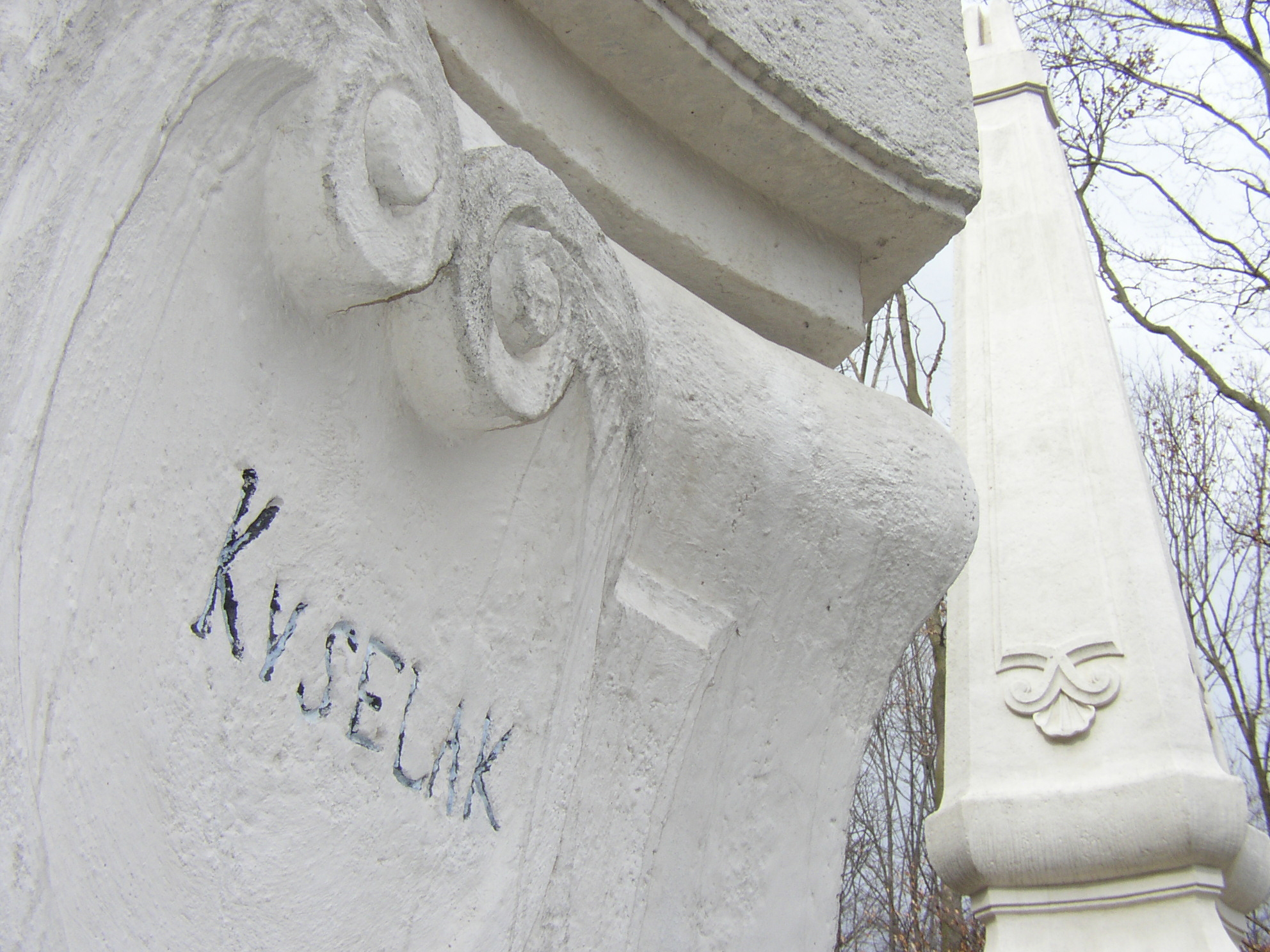
Граффити Й. Киселака в Вене

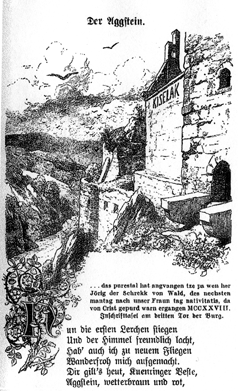

Обучался у пиаристов в Йозефштадте. С 1825 года — асессор.
Позже, скромный чиновник Императорского австрийского казначейства, Киселак был по призванию альпинистом и даже написал несколько путевых очерков и книг на эту тему. В 1829 году опубликовал путевой очерк о путешествиях 1825 года по Австрии, Штирии, Каринтии, Берхтесгадену, Тиролю, Баварии и Вене.
Предположительно, на пари, Киселак поклялся, что его имя будет известно по всей империи в течение трёх лет. Претендовал на славу короля граффити. Вскоре после того, как он сделал это заявление, Киселак начал писать своё имя на многих возможных поверхностях в габсбургской империи и за её пределами, используя трафаретную и чёрную масляную краску. Согласно легенде, он стал настолько известным, что император Франц II вызвал его во дворец и запретил ему помечать общественные здания и скалы, Киселак обещал исправиться. После аудиенции император обнаружил имя KYSELAK, вырезанное на столе его кабинета.
По некоторым данным, Киселак поднялся на вершину горы Чимборасо в Эквадоре, где в 1837 году Александр фон Гумбольдт нашёл его граффити.
Киселак умер в Вене во время эпидемии холеры 1831 года.
Киселак считался предшественником современных тегов и популярных выражений культуры, таких как «Здесь был Килрой». Его многочисленные граффити сохранились, однако часто в виде имитации.
В 2008 году был снят немецко-английский короткометражный фильм под названием «Kyselak — The First Graffiti Tagger».